# Guambius oedipes
Guambius oedipes är en mångfotingart som först beskrevs av Charles Harvey Bollman 1888.  Guambius oedipes ingår i släktet Guambius och familjen stenkrypare. Inga underarter finns listade i Catalogue of Life.